# Балутенко Валентин Васильович
Валенти́н Васи́льович Балутенко (2 червня 1925, місто Київ — 2005, місто Київ) — радянський діяч, начальник Головного управління взуттєвої промисловості Міністерства легкої промисловості Української РСР.

## Життєпис
З відзнакою закінчив середню школу.
З 1943 року — в Радянській армії, учасник німецко-радянської війни. Служив помічником командира взводу полкової розвідки 358-го стрілецького полку 136-ї стрілецької дивізії. Під час ліквідації поблизу міста Корсуня (Київської області) угрупування німецьких військ був важко поранений, втратив ліву руку.
У 1949 році закінчив з відзнакою Київський технологічний інститут легкої промисловості, здобув спеціальність інженера-технолога взуттєвого виробництва. 
З 1949 до 1954 року — заступник начальника цеху, начальник цеху, головний інженер Одеської взуттєвої фабрики.
Член КПРС.
У 1954—1957 роках — начальник взуттєвого відділу Укршкіртресту Міністерства легкої промисловості Української РСР.
У 1957—1962 роках — головний спеціаліст та начальник підвідділу взуттєво-шкіряної промисловості Держплану Української РСР.
У травні 1962 — 1963 року — заступник голови Ради народного господарства (раднаргоспу) Львівського економічного адміністративного району.
У 1963—1965 роках — начальник відділу взуттєвої промисловості Української Ради народного господарства (Українського раднаргоспу).
У 1965—1984 роках — начальник Головного управління взуттєвої промисловості Міністерства легкої промисловості Української РСР.
З 1984 року — на пенсії в Києві. Очолював Раду та Фонд ветеранів-працівників управління Міністерства легкої промисловості Української РСР (України). Обраний почесним доктором Київського національного університету технологій та дизайну, був співавтором підручника з технології взуттєвого виробництва та автором багатьох статей у спеціальних журналах. Тривалий час працював членом редакційної колегії науково-виробничого журналу «Легка промисловість».
Помер на 81-му році життя в Києві. 

## Нагороди
- орден Жовтневої Революції
- орден Вітчизняної війни І ст.
- орден Слави ІІІ ст.
- орден «За мужність» (Україна)
- медаль «За відвагу»
- медаль «За трудову відзнаку»
- медаль «Захиснику Вітчизни» (Україна)
- медалі
- Почесний громадянин міста Обухова (1980)